# 讓內特卡瓦斯國家公園
15°49′06″N 87°22′03″W / 15.81833°N 87.36750°W

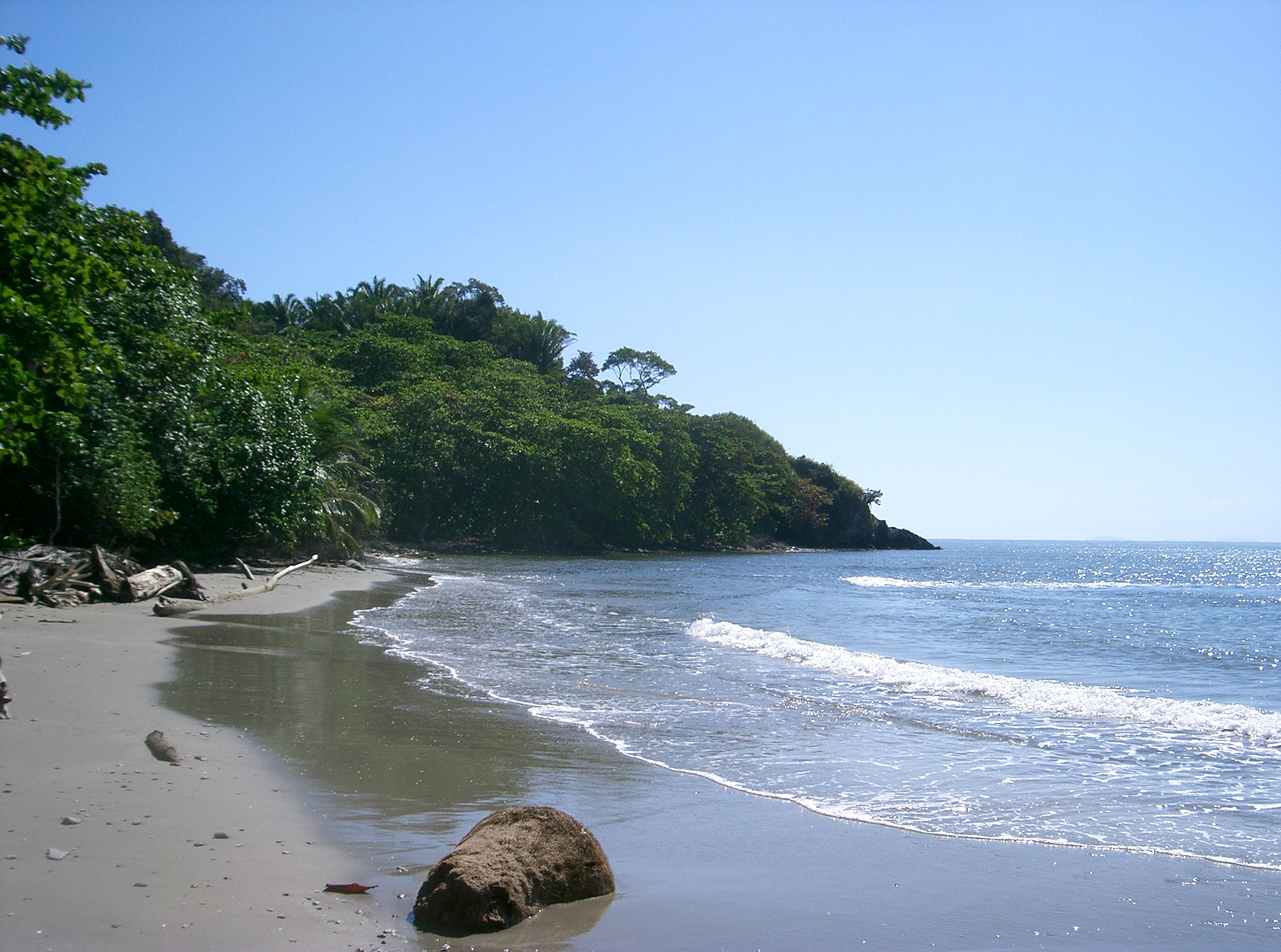

讓內特卡瓦斯國家公園是洪都拉斯的國家公園，位於該國北部阿特蘭蒂達省，成立於1994年11月4日，面積782平方公里，擁有海灘、熱帶森林、紅樹林、潟湖、河流等生態系統。